# DUEL!
『DUEL!』（デュエル）は、藍井彬（旭凛太郎の別名義）による日本の漫画。『ヤングガンガン』（スクウェア・エニックス）にて、2015年2号から2017年19号まで連載。フェンシングを題材としたスポーツ漫画。

## あらすじ
内気でいじめられっ子な日向みのりは、家庭では円満に振る舞うも外では足取りも重く、学校では友達もできず、いじめの標的にされてばかり。そんな入学したての夜、彼女はクラスのいじめっ子、西田香奈の彼氏に狙われる。だが、フェンシングの練習をしていた桃瀬アリスは、棒きれ一つで彼を一閃。それを終始見届けていたみのりは、彼女に助けられたことをきっかけに、自分も変わりたいとフェンシングに強い興味を持ち、白糸台高校のフェンシング部に入部しようとする。だが、副キャプテンである七瀬あゆみは、インターハイ制覇の足手纏いになるとドン臭いみのりの入部に反対、そこでアリスの助言もあってキャプテンの旗野小梅から出された七瀬から一本取るという課題を課せられる。全く話にならなかったみのりだったが、最後の最後で意地を見せ、アリスや他の部員の心を大きく揺り動かした。その後、内気でドン臭いみのりと元フランスジュニアユースでありながら日本の部活動の雰囲気に馴染めないアリス、全国制覇を目指す白糸台高校フェンシング部はこの2人の入部をきっかけに変革が起きようとしていた。

## 登場人物

### 白糸台高校
白糸台高校は同誌連載の漫画作品『咲-Saki-』にも登場している。これは漫画作者の居住地が近所同士で、モデルとした高校が近くにあるため。

#### フェンシング部
日向 みのり（ひなた みのり）
白糸台高校1年生。中学時代は裁縫部。友達もできず、内気でドン臭いいじめられっ子であったが、アリスに助けられたのを機にフェンシングへの憧れと自分を変えようとする思いから白糸台高校フェンシング部に入部。普段は鈍くさいが、いざというときの集中力は凄まじく、周りがストップモーションのように見えるという人並み外れた動体視力と回避力を発揮する。しかし、それはいわゆるトリップ状態のため、長期戦に持ち込まれると酸欠状態に陥ってしまう弱点もある。また、本当は芯が強く、間違ったことには信念を曲げない頑固さも持ち合わせており、根性も据わっている部分も見せている。お婆ちゃん子で、一緒に漬物を漬けるのが特技。好物は梅干し。
桃瀬 アリス（ももせ アリス）
白糸台高校1年生。フランスからの帰国子女で次世代の三銃士と呼ばれている天才。時折、フランス語を話す。正義感に強いが、上下関係を嫌い、個人練習だけのためにフェンシング部に籍を置いていた一匹狼の部分もあり、みのり入部までは七瀬や他の部員たちと衝突を繰り返していた。みのりと邂逅してからは、徐々に部員と打ち解けるようになる。運動神経はずば抜けており、水泳も国内記録レベル、バッティングセンターでもホームランを連発したりしていた。
駒沢 貴恵（こまざわ たかえ）
白糸台高校1年生。アリス・みのりよりも1か月早く入部している。大好きな漫画に触発されて、フェンシングを始めたオタク気質の持ち主。唐突に話を繰り出す癖があるが、人なつっこく、みのりと最初に友達になった。
七瀬 あゆみ（ななせ あゆみ）
白糸台高校2年生。フェンシング部副キャプテン。パワーに長け、実力も確かなものがあるが、気性が荒いために冷静さを失うことも多い。中学時代は札付きのヤンキーで「怒れる府中の虎」という異名を持っており、安眠を妨げる暴走族に対し、木刀一本で刃向かっていったなどの武勇伝を持つ。高校当初も荒れていたところを旗野に拾ってもらった恩があるため、彼女には頭が上がらず、彼女自身も旗野をインターハイに連れて行きたいという思いが強い。
濱田 栞（はまだ しおり）
白糸台高校2年生。元はバレリーナだったため、運動神経は悪くなく、フェンシングの経験値も深い。だが、食べることが大好きで太ってしまったため、動きが遅い。穏やかな性格。
高科 もみ
白糸台高校2年生。長身で172センチメートル。面倒見が良く、フェンシング部の教育係を務めている。
旗野 小梅（はたの こうめ）
白糸台高校3年生。小柄な体格をしたフェンシング部キャプテン。趣味は個人情報収集で、他人の弱味を握るのが好き。実力はそこまででもないが皆の信頼を集め、部内では絶対的な発言力を持つ。用意周到で抜け目ない性格。

#### 関係者
西田 香奈（にしだ かな）
白糸台高校1年生。みのりのクラスメートで第1話だけはサトミと呼ばれていた。表向きは優等生を振る舞っているが、陰湿ないじめっ子でみのりを標的にしていた。だが、叶に襲われそうになる所をみのりに助けられ、和解する。星司という不良の彼氏がいる。
南（みなみ）
香奈の友人でいつも一緒にいる。見た目は穏やかで優しそうな顔つきだが、香奈の悪戯を一緒になって笑ったりと底意地が悪い。

### 聖蹟桜ヶ丘女子学園
都大会10連覇の王者。部員は50人ほどいる。
百合澤 あいな（ゆりざわ あいな）
聖蹟桜ヶ丘女子学園3年生。フェンシング部部長。相手の呼吸や瞬き、筋肉の動きから動きを予測するというハンドレッド・リーディングという、天才的なシミュレート能力を持つ実力者。趣味はチェスで全国3位相手でも勝負にならないほどの腕前だが、本人は嗜み程度。本編ではみのりの才能を見抜き、彼女に助言をしている。
鳳 蓮（おおとり れん）
聖蹟桜ヶ丘女子学園1年生。自称「次世代のエース」。喧嘩っ早い性格で、いつも先輩たちに手懐けられている。人並み外れたスピードを持つ。中学時代は陸上部で短距離走ジュニア記録保持者だったが、中3の時にフェンシングに転向する。
清澄 ナズナ（きよすみ ナズナ）
聖蹟桜ヶ丘女子学園2年生で聖蹟のエース。穏やかでおっとりした表情だが、全国個人の部で当時一年生ながら5位に入賞した実力者。その時点で全国トップクラスだと百合澤に言わしめた。しかし、当の本人は周りの相手が弱いとやる気が出ず、常連校の群馬高野崎戦でさえ試合をボイコットする始末。だが、本心は自分を熱くさせてくれる本当に強い相手に飢えており、底知れぬ強さを見せる。

### 立川女子学院
フェンシングスーツは黒（実際は黒のフェンシングスーツはまずありえないが、叶のキャラクターを引き出すための演出に近い）。
叶菊玖（かのう きく）
立川女子学院1年生。子供の頃、母親は男を連れて蒸発し、片親であった父親も類焼事故に巻き込まれ命を落とした。それゆえ周りから疫病神と呼ばれ精神的ないじめを受け続け、硬い殻に閉じこもってしまっただけでなく、過剰な自己防衛本能のせいで、他人に対し獰猛なまでの攻撃性を持つようになる。フェンシングは高校入学後、幼馴染みの園田の提案で始めたものだったが、溜め込んだ悔しさを握りしめた拳によって鍛えられた手首の力から繰り出される剣捌きが武器。後にみのりたちによって心を開き、笑顔を見せるようになる。
園田すみれ（そのだ すみれ）
3年生でフェンシング部部長。叶とは小学校からの仲で、苛めに遭っていた叶に話し掛けるなど積極的に接していたため、叶が唯一心を開いていた相手だった。フェンシングの腕前は高く、ひたすら防御に徹して、相手の僅かな隙を衝くというスタイルをとり、叶すらもなかなかポイントが取れないほどだった。

### 堀原学園
城之内ほのか（じょうのうち ほのか）
堀原学園1年生。七瀬の旧知の仲で、同じフェンシングスクールの後輩。七瀬のことをお姉ちゃんと呼んで慕っている。ひめSIS16というアイドルのセンターを飾っており「千年に一度の妹」というキャッチコピーを持ち、取り巻きのファンも多い。一方で、フェンシング小学校大会3連覇の天才少女としても知られ「シューティングスター」の異名を持っていたが、アイドル稼業の煽りで練習が疎かになってしまい、ずっと圧勝していた七瀬に破れたことで心が揺らぐ。結果、フェンシングを本気で打ち込みたいと思うようになり芸能界を引退。卓越したリズム感を持っており、相手の動きを読むのが得意。

### 高輪中央女子
鈴本蘭世（すずもと らんぜ）
大財閥の令嬢。実力はそこまで高くもないが、相手を負傷させたり、相手を煽って挑発させたりするラフプレーを使って勝ちを重ねてきたため、目を付けられた選手は不幸に陥るという噂が立ち、メデューサという異名をとっていた。才能のある人物を疎んでいたが、自身の努力が足りず才能のせいにしていたことをみのりから教えられる。また、厳格な父親の期待に応えなければいけないという過度のプレッシャーに嘖まれ、自分を見失っていた部分もあった。
貴月つつじ（きつき つつじ）
高身長でがっしりした体格の女性。やり投げの経験を持ち、陸上部で推薦入学を受けたものの、本番で力を出せず陸上部からでくの坊扱いされる。後に、蘭世に手を差し伸べフェンシング部に匿ってもらった恩から彼女に付き従っていたが、アリスと矛を交えたことで、誰にも指図されず本心でフェンシングを楽しみたいという思いをぶちまけるようになる。見た目に反して腰は低く、礼儀は正しい。

### その他
山田花子（やまだ はなこ）
アリスを追っかけをしている日本人。金髪だが、週に1回ヘアブリーチで抜いている。フルネームで名指しされるのを嫌い、自分のことをHanaと呼んでいる。フェンシングの実力は相当高く、スイッチが入ると人が変わったようになり、みのりに潜む才能を見抜いた。マイペースな性格だが、アリスが日本にやってきた過去を知っている重要人物でもある。

## 作中用語
次世代の三銃士
フランスで次世代を担う女子フェンシング界の有望株3人のこと。アリス、ミッシェルとあと一人。
聖蹟桜ヶ丘丘女子学園
1枠しかないインターハイ出場、東京エリアを10年連続勝ち取っている常勝軍団
群馬高野崎高校
インターハイ常連高校で個人団体共に上位に入っている実力高校。

## ドラマCD
2017年10月28日にドラマCDがゲーマーズより発売される。
- 声の出演[2]

日向みのり:相坂優歌
桃瀬アリス:名塚佳織
七瀬あゆみ:仲谷明香
百合澤あいな:月野もあ
清澄ナズナ:井上ほの花
鳳蓮:東城日沙子
旗野小梅:今村彩夏
濱田栞:門山葉子
高科もみ:川部有紀
駒沢貴恵:守屋亨香
叶菊玖:神村風子
園田すみれ:ななひら
緋桐ゆうな:吉成由貴
鈴本蘭世:小野早稀
貴月つつじ:白幡いちほ
浦田クララ:嘉陽光
城之内ほのか:柊木りお（主題歌担当）
神沢つばき:八城まゆ
源たんぽぽ:澤翔子
西田香奈:やみん
南かおり:才川つむぎ
星司:藍井彬（原作者）
山田花子:朝日奈和架
プレジダン:山田唯菜
アナウンス:宮咲あかり
赤井綺羅（オリジナルキャラ・姉）:新野海優
赤井亜沙陽（オリジナルキャラ・妹）:今野じゅり
赤井亜紀（オリジナルキャラ・母親）:樋口亜見

## 書誌情報
- 藍井彬 『DUEL!』 スクウェア・エニックス〈ヤングガンガンコミックス〉、全6巻。
  1. 2015年6月25日発売 ISBN 978-4-7575-4677-6
  2. 2015年11月25日発売 ISBN 978-4-7575-4809-1
  3. 2016年5月25日発売 ISBN 978-4-7575-4991-3
  4. 2016年10月25日発売 ISBN 978-4-7575-5134-3
  5. 2017年3月25日発売 ISBN 978-4-7575-5290-6
  6. 2017年10月25日発売 ISBN 978-4-7575-5514-3